# Paracelsia quadriloba
Paracelsia quadriloba is een soort in de taxonomische indeling van de ribkwallen (Ctenophora). 
De kwal behoort tot het geslacht Paracelsia en behoort tot de familie Cydippida incertae sedis. De wetenschappelijke naam van de soort werd voor het eerst geldig gepubliceerd in 1946 door Dawydoff.